# 오본 (프랑스)

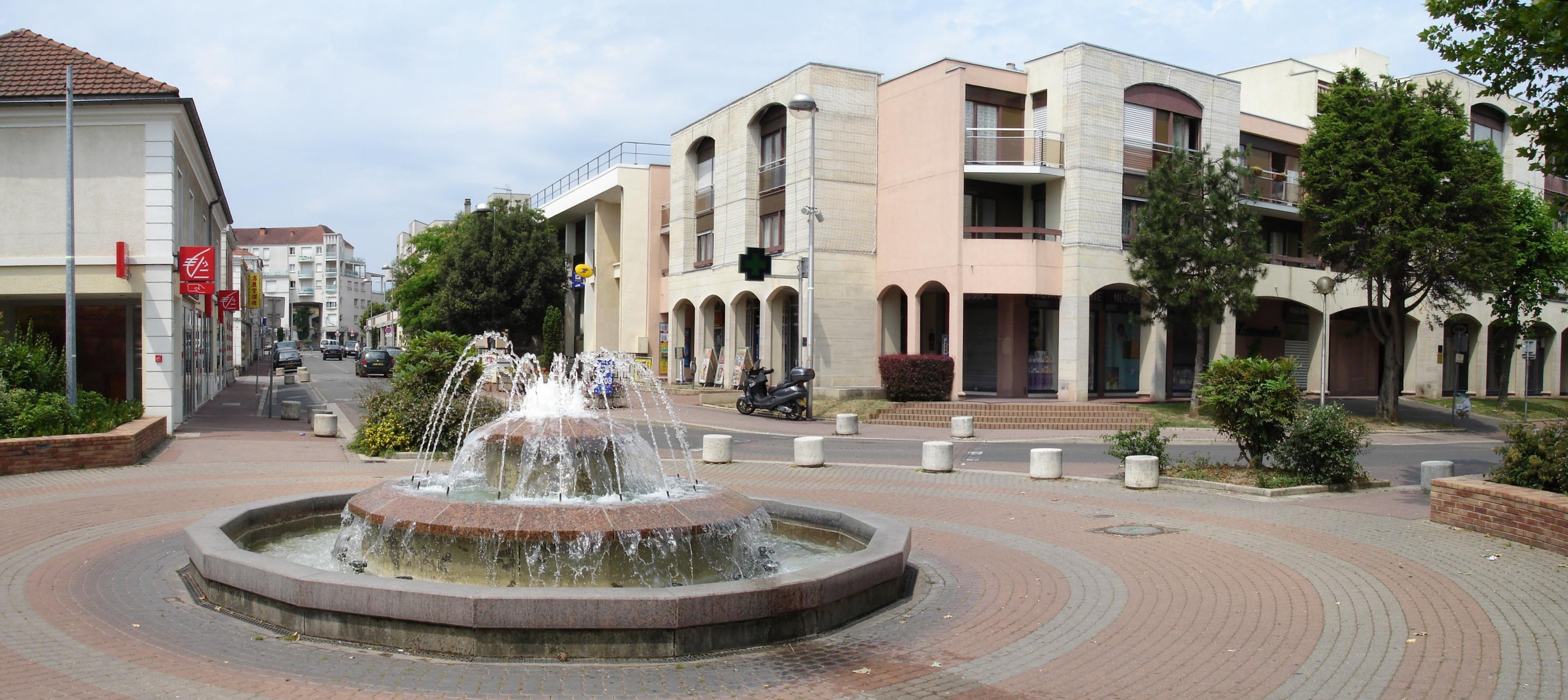
오본

오본(프랑스어: Eaubonne)은 프랑스 일드프랑스 발두아즈주에 위치한 도시로 면적은 4.42km2, 인구는 23,813명(2006년 기준), 인구 밀도는 5,400명/km2이다. 파리에서 16.1km 정도 떨어진 곳에 위치한다.

시 문장

## 인구
| 연도 | 인구   | ±%    |
| ---- | ------ | ----- |
| 2006 | 23,640 | —     |
| 2007 | 23,541 | −0.4% |
| 2008 | 23,795 | +1.1% |
| 2009 | 23,878 | +0.3% |
| 2010 | 24,062 | +0.8% |
| 2011 | 24,300 | +1.0% |
| 2012 | 24,714 | +1.7% |
| 2013 | 24,606 | −0.4% |
| 2014 | 24,393 | −0.9% |
| 2015 | 24,609 | +0.9% |
| 2016 | 25,161 | +2.2% |

## 같이 보기
- 발두아즈주의 코뮌 목록